# Palaquium formosanum
Palaquium formosanum är en tvåhjärtbladig växtart som beskrevs av Bunzo Hayata. Palaquium formosanum ingår i släktet Palaquium och familjen Sapotaceae. Inga underarter finns listade i Catalogue of Life.